# 横向大橋
横向大橋（よこむきおおはし）は、福島県耶麻郡猪苗代町にある道路橋。国道115号（国道459号重複）土湯バイパスを通す。

## 路線データ
- 形式 - 9径間連続PC箱桁橋
- 全長 - 350.0m
- 最大支間長 - 42.0m
- 幅員 - 9.7m
- 平面曲線半径 - 250m
- 縦断勾配 - 4.8%
- 設計 - 星野邦夫橋梁設計事務所
- 施工 - ピー・エス、会津工建社共同企業体
- 竣工 - 1990年（平成2年）11月[1]

### 概要の詳細
国道115号土湯峠の冬期交通確保のために建設された土湯バイパスの一部をなす橋梁で、高森川とそれに合流する滝ノ沢が流れる谷筋を大きくカーブしながらまたぐ（R=250m）9径間PC箱桁橋として建設され1990年（平成2年）11月に竣工した。建設にあたっては反力集中方式押出し工法が用いられた。大きくカーブしている橋桁（平面曲線桁）は両端の橋台を支点としたアーチ構造をなしており、地震や温度変化による橋桁の伸縮といった橋桁に対して水平方向に作用する力は橋台に伝達され、橋脚に架かる水平力を減じている。この事により細長い八角柱状の特徴的な橋脚を採用したことで、基礎構造が小さくなり地形改変量をなるべく減らすことができ、磐梯朝日国立公園に位置する橋梁周辺の環境の維持、及び景観との調和を図っている。これらの実績から1990年度土木学会田中賞を福島県内の橋梁としては初めて受賞し、それを記念して橋梁起点部分に賞碑レプリカが設置されている。
2017年11月より、「ふくしまの橋カード」のNo.2に選定されており、道の駅つちゆにて配布されている。